# Appiano sulla Strada del Vino
Pour les articles homonymes, voir Appiano.
Eppan an der Weinstraße (en italien Appiano sulla Strada del Vino) ou plus simplement Eppan, est une ville italienne d'environ 15 000 habitants située dans la province autonome de Bolzano (ou Bozen) dans la région du Trentin-Haut-Adige (ou Trentin-Sud-Tyrol) dans le nord-est de l'Italie.

## Géographie
La commune occupe un vaste territoire de 59,7 km2 sur les coteaux qui bordent à l'Ouest la vallée de l'Adige (Etsch). Elle se trouve à proximité immédiate de la capitale provinciale Bolzano et est constituée de nombreux petits villages situés à différents niveaux d'altitude. Le centre administratif se trouve à St. Michael (San Michele) sur la route reliant Bolzano au Trentin via le Mendelpass (Passo della Mendola), col situé à 1 362 mètres d'altitude.
Une grande partie du territoire de la commune est couverte de vignobles ou de vergers de pommiers. La route provinciale du vin (Südtiroler Weinstraße ou Strada del vino dell'Alto Adige) traverse en effet la commune et rejoint au Sud les communes de Caldaro sulla Strada del Vino (Kaltern an der Weinstraße) puis Termeno sulla Strada del Vino (Tramin an der Weinstraße) qui produisent des vins parmi les plus réputés de la province. Au Nord, la commune rejoint la bifurcation de la vallée de l'Etsch en direction de Mérano via notamment la commune d'Andriano (Andrian).
Le biotope Buche di ghiaccio (Eislöcher), une zone naturelle protégée, s'étend en partie sur le territoire de la commune.

## Économie
En 2020, la ville compte 3 distilleries de grappa et 25 vignobles.

### Tourisme
Les lac de Monticolo (Montiggler See) sont propices à la baignade (pas de navigation à moteur ou à voile), en hiver il arrive souvent que le lac gèle suffisamment pour pouvoir faire du patin pendant quelques semaines.

## Langues
| Langues  | Locuteurs | %     |
| -------- | --------- | ----- |
| Allemand | 12 275    | 86,23 |
| Italien  | 1 886     | 13,29 |
| Ladin    | 74        | 0,48  |

## Sport
Disposant d'excellentes infrastructures sportives et hôtelières et offrant un environnement germanophone avec de très bonnes conditions climatiques, la commune est connue pour avoir servi de camp de préparation à l'Équipe d'Allemagne de football lors de trois Coupes du monde, en 1990, 2010 et 2018.

## Administration
| Période                                  | Période  | Identité          | Étiquette | Qualité |
| ---------------------------------------- | -------- | ----------------- | --------- | ------- |
| 1945                                     | 1952     | Luigi Corbelletti |           |         |
| 1952                                     | 1977     | Fritz Dellago     | SVP       |         |
| 1977                                     | 1990     | Erwin Walcher     | SVP       |         |
| 1990                                     | 2010     | Franz Lintner     | SVP       |         |
| 2010                                     | En cours | Wilfried Trettl   | BLE       |         |
| Les données manquantes sont à compléter. |          |                   |           |         |

### Hameaux
Les Fraktionen (frazioni) d'Eppan sont Girlan (Cornaiano), Frangart (Frangart), Missian (Missian), Montiggl (Monticolo), Unterrain (Riva di Sotto), Perdonig (Predonico), St. Michael (San Michele) (siège de la Mairie), St. Pauls (San Paolo) et Gaid (Gaid).

### Communes limitrophes
Les communes limitrophes sont  Andriano, Bolzano, Borgo d'Anaunia, Caldaro sulla Strada del Vino, Fondo, Malosco, Nalles, Ronzone, Sarnonico, Senale-San Felice, Terlano et Vadena.